# عزلة حمير (ذمار)

تعديل مصدري - تعديل

عزلة حمير هي إحدى عزل مديرية وصاب العالي في محافظة ذمار اليمنية ويبلغ تعداد سكانها 2959 نسمة حسب التعداد السكاني في اليمن لعام 2004.